# Hypoxis flanaganii
Hypoxis flanaganii är en enhjärtbladig växtart som beskrevs av John Gilbert Baker. Hypoxis flanaganii ingår i släktet Hypoxis och familjen Hypoxidaceae. Inga underarter finns listade i Catalogue of Life.